# Josiah M. Anderson
Josiah McNair Anderson (* 29. November 1807 bei Pikeville, Bledsoe County, Tennessee; † 8. November 1861 bei Whitwell, Tennessee) war ein US-amerikanischer Politiker. Zwischen 1849 und 1851 vertrat er den Bundesstaat Tennessee im US-Repräsentantenhaus.

## Werdegang
Josiah Anderson besuchte die öffentlichen Schulen seiner Heimat. Nach einem Jurastudium und der Zulassung als Rechtsanwalt begann er in Jasper als Anwalt zu arbeiten. Gleichzeitig schlug er eine politische Laufbahn ein. Mitte der 1830er Jahre schloss er sich der neu gegründeten Whig Party an. Von 1833 bis 1837 war er Mitglied und Vorsitzender des Repräsentantenhauses von Tennessee; zwischen 1843 und 1845 gehörte er dem Staatssenat an, als dessen Präsident er ebenfalls fungierte.
Bei den Kongresswahlen des Jahres 1848 wurde er im dritten Wahlbezirk von Tennessee in das US-Repräsentantenhaus in Washington, D.C. gewählt, wo er am 4. März 1849 die Nachfolge von John Hervey Crozier antrat. Da er im Jahr 1850 dem Demokraten William Montgomery Churchwell unterlag, saß er bis zum 3. März 1851 nur für eine Legislaturperiode im Kongress.
Anderson war Delegierter auf der Friedenskonferenz von 1861 in Washington, wo der Ausbruch des Bürgerkrieges verhindert werden sollte. Der Sklavenhalter Anderson unterstützte die Sache der Südstaaten und wurde Oberst in der Staatsmiliz von Tennessee. Am 8. November 1861 hielt er in Looneys Creek bei Whitwell eine Rede, welche die Sezession rechtfertigte. Kurz nach dem Ende dieser Rede wurde er von politischen Gegnern ermordet. Er wurde auf einem Bauernhof bei Dunlap, Sequatchie County, begraben.